# Sergestes arcticus
Espèce
Sergestes arcticus est une espèce de crustacés de la famille des Sergestidae. Cette espèce de petite crevette mesure environ 65 mm de long. Elle vit en eau libre, à des profondeurs d'environ 500 m. On la rencontre dans l'est de l'océan Atlantique au sud de l'Islande et au nord de l'Écosse, en Méditerranée, dans l'ouest de l'océan Atlantique, ainsi qu'au large de l'Afrique du Sud, de l'Amérique du Sud et de l'Australie.

## Description
La carapace calcaire de Sergestes arcticus couvre les branchies, ce qui est une caractéristique des décapodes. La base des péréiopodes n'est pas recouverte et les péréiopodes de la 3ème paire sont terminés par une pince. La plaque tergale du segment abdominal 2 est recouverte par celle du premier segment et recouvre la plaque du 3ème segment abdominal. Le rostre est de petite taille. En termes de pigmentation, le corps de S. arcticus est d'un blanc transparent couvert de "petits points d'un rouge carmin".
Globalement, deux stratégies comportementales majeures ont été décrites chez les Sergestidae : une stratégie offensive, et une stratégie défensive. Ces stratégies sont liées à des adaptations morphologiques distinctes, comme des maxillipèdes plus larges pour les espèces dites "offensives". S. arcticus est une espèce qui a adopté une stratégie défensive. En conséquence, elle a développé des uropodes renforcés par une dent et disposant de moins de soies. Les dents ou pics permettent à S. arcticus de mieux se défendre contre ses prédateurs tandis que les uropodes lui permettent de mieux leur échapper en sautant. Ces derniers agissent ainsi comme des rames.

## Distribution
Sergestes arcticus est une espèce présente globalement puisqu'on la retrouve dans les océans Pacifique, Atlantique, Austral, Arctique, ainsi qu'en mer Méditerranée. Contrairement à la plupart des genres d'espèces des Sergistidae, S. arcticus se situe latitudinalement dans les eaux tempérées et subpolaires. En termes de distribution dans la colonne d'eau, S. arcticus migre de façon journalière. En effet, les individus évoluent le jour dans la zone mésopélagique entre 400 et 800 mètres de profondeur, et montent la nuit dans la zone épipélagique, entre 100 et 200 mètres de profondeur. 

## Nutrition
Les crustacés décapodes sont généralement des prédateurs omnivores qui peuvent consommer une grande variété de nourriture. Les espèces appartenant à la famille des Sergestidae se nourrissent principalement de copépodes tels que Calanus pacificus et Euchaeta marina. Pour ce faire, les individus capturent leurs proies grâce à l'action combinée des 3 premières paires de péréiopodes qui les transfèrent aux maxillipèdes.
Le régime alimentaire des crustacés décapodes, et notamment de Sergestes arcticus, varie de façon saisonnière en fonction des proies présentes dans le milieu. Au printemps, on observe ainsi un régime alimentaire majoritairement composé de copépodes, tandis qu'en été et durant l'automne, des chaetognathes, des larves d'euphausiacés et d'autres crustacés décapodes peuvent être consommés. L'hiver, le régime alimentaire des décapodes consiste majoritairement en des détritus divers tels que des restes de diatomées et des débris granuleux et fibreux.

## Reproduction et cycle de vie
À l'exception des espèces du genre Lucifer, tous les membres du sous-ordre des Dendrobranchiata pondent leurs œufs dans la colonne d'eau au moins une fois par an. Le nombre d’œufs produits est dépendant de la taille de la femelle. La larve nauplius passe successivement par un stade elaphocaris et deux stades acanthosoma.